# Albin Moller

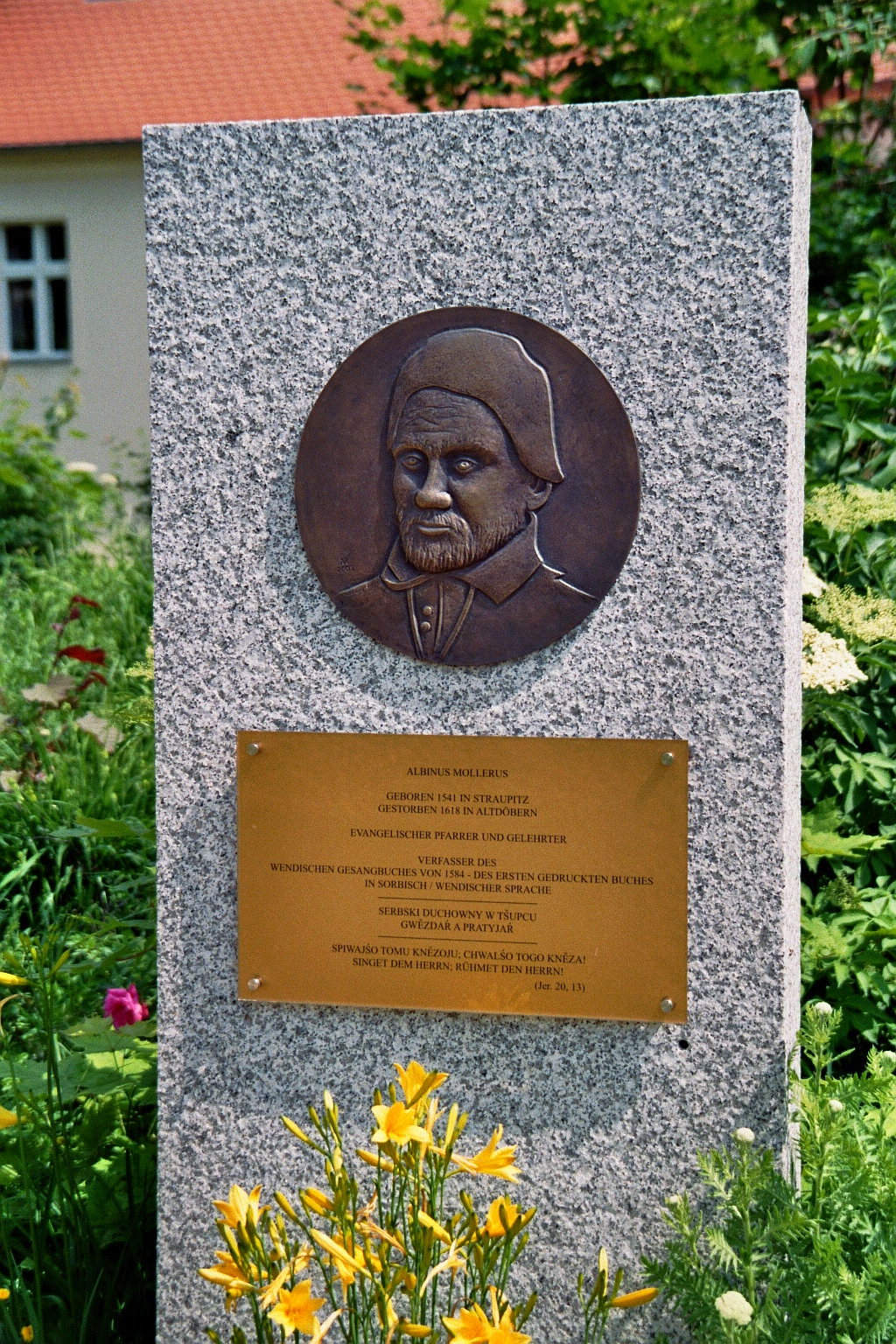
Mémorial pour Albin Moller devant le presbytère de Straupitz

Albin Moller (Albinus Mollerus), né à Straupitz en 1541, mort à Altdöbern en 1618, est un théologien, écrivain, astronome, astrologue, botaniste, traducteur, de langue allemande et sorabe, actif dans le Brandebourg (Allemagne orientale) dans les années 1560-1610.
Il est aussi l'auteur du premier livre publié en sorabe.

## Biographie
Sa famille travaillait pour la Maison de Dohna.
Il apprit le sorabe à son enfance, avant de fréquenter l'école latine de Calau, puis l'université brandebourgeoise de Francfort (sur l'Oder), puis l'université Martin-Luther de Halle-Wittemberg.
Il publia en 1574 un Wendisches Gesangbuch (livre de 120 chants wendes, traduits de l'allemand par ses soins) à ses propres frais, et c'est le premier texte publié en sorabe. Il traduisit également le petit catéchisme de Luther en sorabe.
Il publia en 1582 une étude botanique de la région sorabe. 
Il étudia également l'astronomie et l'astrologie.

## Œuvres
- Prognosticon Astrologicum. Auff die Vier Zeiten und andere Bedeutung der Planeten/Vnd Sternen zum ersten auff das 1573, darnach auff das 1574 Jahr nach Christi Geburt, Hans Wolrab, Bautzen, 1572
- Wendisches Gesangbuch. Hans Wolrab, Bautzen 1574; Nachdruck: Niedersorbisches Gesangbuch und Katechismus. Gedruckt zu Budissin, 1574 (= Veröffentlichungen des Instituts für Slawistik, Band 18). Akademie-Verlag, Berlin, 1959
- Namenn der vornembsten Arztney Kreuter Ihn Lateinischer Deutzscher Vnnd wendischer Sprachenn, 1582
- Die grosse Practica astrologica ... 1596 ..., Leipzig, 1595
- Die grosse: Practica Astrologica, Das ist: Natürliche und gründliche prognostication und verkündigung von dem Gewitter der vier Zeiten, auch von Finsternissen, Krieg und anderen Unglücke, von Reisefarten, Legation und handel zu Lande und zu Wasser ..., Leipzig, vers 1599
- Alt und New Schreibcalender Auff das Jar nach unsers Herrn Jhesu Christi Geburt MDCI, Magdebourg, vers 1600